# Komedia mięsopustna
Komedia mięsopustna – typ komedii wywodzący się ze staropolskiej literatury sowizdrzalskiej. Jest to wesoły utwór dialogowy o charakterze farsowo-błazeńskim, uprawiany w okresie karnawału, zwłaszcza w czasie mięsopustu, czyli trzech ostatnich dniach karnawału poprzedzających Środę Popielcową – początek Wielkiego Postu. W Polsce komedia mięsopustna największą popularność zyskała w XVI i pierwszej połowie XVII wieku.

## Pochodzenie
Dramaty karnawałowe najbardziej rozpowszechniły się w Niemczech, tam zwane jako Fastnachtspiele. „Gry mięsopustne” były bogato reprezentowane na terenie Niemiec w XV i XVI wieku, korzystały z dużej swobody w wyborze tematu, rozgrywały się w różnych środowiskach – chłopów i rycerzy, mnichów i Żydów, żebraków i kupców – ale zawsze zmierzały do wydobycia słabości i niedostatków ludzkiej natury, nie dając pierwszeństwa żadnemu stanowi.
Karnawał często kojarzono również z rzymskimi bachanaliami, co podkreślało rolę boga wina, Bachusa w przedstawieniach teatralnych. Prowadziło to do określania komedii mięsopustnych mianem sztuk bachicznych. Grecko-rzymska symbolika w tych utworach jest dziedzictwem europejskiego odrodzenia, jednak nie stanowi świadectwa kontynuacji religii i wyobrażeń antycznych.
Niektóre utwory karnawałowe nawiązują formą i tematyką do średniowiecznego moralitetu. Widać to m.in. w Dziewosłębie dworskim z ok. 1620 roku. Podjęty zostaje tam spór o wzór życia, pojawiają się bohaterowie tacy jak Śmierć, Anioł, Wiara i diabli oraz w kulminacyjnym punkcie utworu wprowadzony zostaje charakterystyczny dla poezji dydaktycznej ośmiozgłoskowiec.

## Cechy charakterystyczne
- świat przedstawiony budowany według koncepcji „świata na opak”, opanowany przez diabłów i czarownice, rządzony przez karnawałowych królów i książąt (czyli pochodzących z najniższych warstw społecznych) oraz błaznów, którzy wedle zwyczajów tworzyli nawet własne królestwo
- dydaktyzm; zazwyczaj komedia mięsopustna jak i cały karnawał były podporządkowane funkcji dydaktycznej, zwłaszcza podtrzymywanej przez środowisko katolickie. Odwrócony porządek przedstawianego świata miał za zadanie prezentować antynormy zachowania, demonstrować niewłaściwość wykroczenia przeciwko porządkowi oraz wezwać do porzucenia grzesznych „błazeństw” i zwrócenia się ku panowaniu Boga w okresie Wielkiego Postu
- funkcja dydaktyczna niewątpliwie miała wpływ na tematykę utworów: komedia mięsopustna poruszała najczęściej problematykę ułomności ludzkiej, zła i grzechu (zwłaszcza grzechów nieczystości, obżarstwa, pychy oraz chciwości) a także seksualności i cielesności, ukazanych jako zachowania lubieżne, łamiące normy obyczajowe np. namiętna miłość starej kobiety do młodego mężczyzny. Wśród miłosnych motywów w utworach karnawałowych wyraźnie obecny jest mizoginizm, to kobieta (zwłaszcza stara) jest źródłem grzechu, a szczególnie rozpusty narażającej na szwank honor i cześć mężczyzny
- charakterystycznym tematem był też sam akt zawarcia małżeństwa; mięsopust uznawany był za szczególnie dogodny okres ku temu, ponieważ często wiązano małżeństwo oraz akt płciowy konieczny dla otrzymania potomstwa z innymi naturalnymi i grzesznymi skłonnościami demonstrowanymi podczas karnawału. Później, w czasie Wielkiego Postu chrześcijanin powinien powrócić do właściwej duchowej kondycji i wstrzemięźliwości, także seksualnej
- charakter komedii mięsopustnych był przede wszystkim satyryczny, prezentowane postawy i społeczne praktyki zostawały ośmieszane, a podstawową funkcją tych zabiegów było na powrót potwierdzanie granic porządku rzeczy

## Przemiany
Podstawowym procesem, który zmienił postrzeganie i praktykę wystawiania komedii mięsopustnych, przede wszystkim na terenie Niemiec, była reformacja. Protestanci dążyli do wyparcia zwyczajów rzymskokatolickich, do których należał też karnawał. Zwracali uwagę na szerzenie nieobyczajności oraz nawiązywanie do zwyczajów pogańskich. Na początku jednak nie odcięli się zupełnie od karnawałowej tradycji. Charakterystyczną tendencją było albo wystawianie w okresie karnawału utworów podejmujących tematy starotestamentalne, a zastępujących komedie mięsopustne albo odgrywanie „ewangelickich” utworów mięsopustnych w innych, niezwiązanych z karnawałem okresach – na przykład wraz z rozpoczęciem roku szkolnego (obie tendencje świadczą o dużej sile tradycji rzymskokatolickiej, głównie z racji jej dydaktyzmu). Rozwój nowożytnej dramaturgii miał ścisły związek z systemem szkolnym wyznań reformowanych, ale teatr szkolny nie zastąpił całkiem komedii mięsopustnej. Dopiero od drugiej połowy XVI wieku silnie zaznaczyła się tendencja do usuwania utworów mięsopustnych z powodu trudności w przezwyciężeniu tradycji zabaw karnawałowych przypominających o niepożądanych katolickich zwyczajach.
Zwłaszcza, że konwencje karnawałowe oraz dramaturgia związana z mięsopustem po stronie katolickiej trwały, co głównie zawdzięcza się wpływowi edukacji zakonnej, w szczególności zakonu jezuitów. W sztukach zapustnych coraz silniej jawiła się funkcja dydaktyczna i społeczna, piętnowanie pijaństwa, niegodnych zabaw i rozwiązłości i dzięki temu przeciwdziałanie rozkładowi życia społecznego. Wynikało z tego, że jedynymi rozwiązaniami pozytywnymi są rozwiązania religijno-moralne, których kulminacja nastąpiła około połowy XVIII wieku, kiedy występy jezuici kończyli wezwaniem do udziału w czterdziestogodzinnym nabożeństwie pokutnym, jako przeciwwadze dla zapustnych pijatyk. Właśnie do XVIII wieku konwencje komedii mięsopustnej pozostawały żywe, bardzo silnie przekształcone przez dopasowanie do zamierzeń dydaktycznych teatru szkolnego prowadzonego przez jezuitów.

## Utwory
Najważniejsze utwory zaliczane do komedii mięsopustnych:
- Komedyja o Mięsopuście ok. 1550
- Tragedia żebracza przed 1551
- Dziewosłąb dworski ok. 1620
- Marancyja ok. 1620
- Mięsopust 1622
- Z chłopa król Piotra Baryki 1637